# Brabova (gmina)
Brabova – gmina w Rumunii, w okręgu Dolj. Obejmuje miejscowości Brabova, Caraiman, Mosna, Răchita de Jos, Urdinița i Voita. W 2011 roku liczyła 1550 mieszkańców.